# Джероза, Аугусто
Аугу́сто Джеро́за (итал. Augusto Gerosa, 1 октября 1909, Милан — 7 ноября 1982, Милан) — итальянский хоккеист, вратарь. Участник зимних Олимпийских игр 1936 года.

## Биография
Аугусто Джероза родился 1 октября 1909 года в итальянском городе Милане.
Играл в хоккей с шайбой за «Милан» (1929—1930, 1932—1935), «Милан-2» (1930—1931), миланские «Амброзиано» (1931—1932) и «Дьяволи Россонери» (1932—1935, 1946—1947). Четыре раза становился чемпионом Италии: трижды с «Миланом» (1930, 1933—1934), один раз с «Дьяволи Россонери» (1936). Три раза участвовал в Кубке Шпенглера (1930, 1932, 1936), в 1936 году стал его победителем.
Выступал за сборную Италии на пяти чемпионатах мира (1930, 1933—1935, 1939).
В 1936 году вошёл в состав сборной Италии по хоккею с шайбой на зимних Олимпийских играх в Гармиш-Пантеркирхене, поделившей 9—12 места. Играл на позиции вратаря, провёл 3 матча, пропустил 5 шайб (три от сборной Германии, по одной — от США и Швейцарии).
Умер 7 ноября 1982 года в Милане.